# Lost Whispers
Lost Whispers es el primer álbum recopilatorio de la banda estadounidense de metal Evanescence, lanzado al mercado el 6 de diciembre de 2016 a través de la discográfica Concord Bicycle Music. El álbum es una recopilación de caras B de los sencillos publicados por la banda a lo largo de su carrera, canciones descartadas de sus tres álbumes anteriores, así como dos canciones inéditas: «Lost Whispers», la introducción de la gira de la banda en 2009 y una nueva versión de «Even in Death», originalmente incluida en su demo de 2000, Origin.

## Antecedentes
Desde el lanzamiento de su tercer álbum de estudio homónimo (Evanescence) en 2011, y su gira promocional The Evanescence Tour (2011–2012), la banda decidió tomarse un descanso musical de tres años, en los cuales cada miembro de la banda trabajó en sus propios proyectos musicales. Durante ese período, la banda también se separó de su sello discográfico de antaño, Wind-Up Records. Para noviembre de 2015, Evanescence regresó a los escenarios, actuando en el Ozzfest de Tokio. 
En ese momento, Amy Lee anunció que no había planes futuros para grabar nuevo material con la banda, y que el grupo solo haría una gira y se reuniría con sus fans a través de conciertos el siguiente año. Añadió que además, se centró en hacer música como solista y explorar una faceta diferente a la que tenía cuando trabajaba en Evanescence. En 2016, se añadieron a su gira nuevas fechas de conciertos por Estados Unidos.

## Desarrollo y lanzamiento
El 13 de septiembre de 2016, la bando anunció el lanzamiento de una caja recopilatoria de vinilos titulada The Ultimate Collection. El set fue lanzado al mercado el 17 de febrero de 2017 bajo el sello discográfico de Concord Bicycle Music, mismo que incluye los tres álbumes de estudio de la banda: Fallen (2003), The Open Door (2006), Evanescence (2011), Origin (2000), el primer material que la banda grabó en su temprana carrera, un libro encuadernado en estuche de 52 páginas y letras escritas manualmente, así como el mismo Lost Whispers. El 9 de diciembre de ese mismo año, Lost Whispers se puso a disposición de manera independiente para su distribución y descarga en diversas plataformas de música digitales como iTunes Store, Spotify y Anghami.

## Lista de canciones
| N.º | Título                             | Escritor(es)                                    | Duración |  |
| 1.  | «Lost Whispers (intro)»            | Amy Lee                                         | 0:59     |  |
| 2.  | «Even in Death (versión de 2016)»  | Lee, Ben Moody, David Hodges                    | 4:22     |  |
| 3.  | «Missing (de Anywhere But Home»    | Lee, Moody, John LeCompt, Will Boyd, Rocky Gray | 4:16     |  |
| 4.  | «Farther Away»                     | Lee, Moody, LeCompt, Boyd, Gray.                | 3:59     |  |
| 5.  | «Breathe No More»                  | Lee                                             | 3:49     |  |
| 6.  | «If You Don't Mind»                | Lee, Terry Balsamo, Tim McCord                  | 2:57     |  |
| 7.  | «Together Again»                   | Lee, Kara DioGuardi                             | 3:19     |  |
| 8.  | «The Last Song I'm Wasting On You» | Lee                                             | 4:07     |  |
| 9.  | «A New Way to Bleed»               | Lee, Balsamo                                    | 3:46     |  |
| 10. | «Say You Will»                     | Lee, Balsamo, McCord                            | 3:41     |  |
| 11. | «Disappear»                        | Lee, Balsamo, McCord, Troy McLawhorn            | 3:06     |  |
| 12. | «Secret Door»                      | Lee, William B. Hunt                            |          |  |

## Créditos

### Evanescence
- Amy Lee – Voz, piano
- Tim McCord – Bajo (pistas 6, 7, 9–12)
- Troy McLawhorn – Guitarra (pistas 6, 9–12)
- Will Hunt – Batería (pistas 6, 7, 9–12)
- Jen Majura – Guitarra (pistas 1–2)

### Miembros anteriores
- Terry Balsamo – Guitarra (pistas 6, 9–12)
- John LeCompt – Guitarra (pistas 4)
- Ben Moody – Guitarra (pista 4)
- Will Boyd – Bajo (pistas 3-4)
- Rocky Gray – Batería (pistas 3-4)

### Producción
- Amy Lee – Producción (pistas 1–2), mezcla (pistas 1–2)
- Dave Fortman – Producción (pistas 3–8)
- Nick Raskulinecz – Producción (pistas 9-12)